# Sluškinjina priča (televizijska serija)
Sluškinjina priča (eng. The Handmaid's Tale) američka je distopijska i tragedijska mrežna televizijska serija temeljena na istoimenom romanu kanadske književnice Margaret Atwood. Stvorio ju je Bruce Miller. Radnja serije počinje 2017. godine, nakon velike krize plodnosti i pada nataliteta kojem je uslijedio Drugi američki građanski rat, kada su sve preostale plodne žene, zvane Sluškinje, prisiljene na porođajno sužanjstvo u novonastaloj državi i velesili zvanoj Republika Gilead (bivše Sjedinjene Američke Države), vođenoj kršćansko-teokratskom totalitarnom diktaturom.
Prve tri epizode serije su bile dostupne na Hulu streaming usluzi od 26. travnja 2017. godine; narednih 7 epizoda su puštane svake srijede. U srpnju 2019. godine serija je obnovljena za četvrtu sezonu koja je prikazivana 2021. godine. U rujnu 2019. godine najavljeno je da Hulu i MGM rade na drugoj seriji koja će biti zasnovana na Atwoodinom novom romanu, nastavku Sluškinjine priče, Svjedočanstva. U prosincu 2020. godine, prije premijere četvrte sezone, serija je obnovljena i za petu sezonu koja se počela prikazivati 2022. godine, a obnovljena je i za šestu, ujedno i posljednju sezonu nedugo prije premijere pete sezone.
Sluškinjina priča primila je izuzetne kritike i do sada osvojila 15 Emmy nagrada od ukupno 76 nominacija. Isto tako je i prva serija koja se prikazuje na streaming usluzi da je osvojila Emmy nagradu za najbolju seriju.
Osvojila je i Zlatne globuse za najbolju televizijsku seriju i najbolju glumicu (Elisabeth Moss).

## Radnja
Krajem 20. stoljeća smanjuju se stope plodnosti i nataliteta kao rezultat spolno prenosivih bolesti i zagađenja Zemlje. Na području bivših Sjedinjenih Američkih Država vlast preuzima radikalna skupina koja u državi uspostavlja totalitarističku, kršćansko-teokratsku diktaturu i uspostavlja novu državu pod nazivom Republika Gilead. Nakon stupanja na vlast 2015. godine, otpuštaju se sve žene s njihovih radnih mjesta, zamrzavaju im se bankovni računi, te zatvaraju granice države, zabranjujući migracije bilo kojeg stanovnika bivših SAD-a. Autoriziranom silom, vojnici otimaju sve preostale plodne žene koje po zakonima Biblije imaju neku "moralnu mrlju" npr. preljub, pobačaj, homoseksualnost itd. Njihova dužnost u novonastaloj Republici Gilead je rađanje djece elitnim obiteljima (Zapovjednicima i Suprugama) koje su odgovorne za pad SAD-a i uzdignuća novog poretka. 
June Osborne, preimenovana u Offred/Fredova (Elisabeth Moss), Sluškinja je dodijeljena Zapovjedniku Fredericku Waterfordu (Joseph Fiennes) i njegovoj Supruzi Sereni Joy (Yvonne Strahovski). Offred, nazvana prema Zapovjedniku kojem je dodijeljena, mora slijediti stroga pravila pod konstantnim nadzorom - neprimjeren odgovor ili ponašanje mogu voditi do brutalnih kazni. Offred se prisjeća svog života prije brutalnog režima kada je imala vlastiti život i slobodu, posao, muža Lukea i kćer Hannu koja je oteta i predana drugoj obitelji. Sada može jedino slijediti novi zakon kako bi preživjela i nadati se da će doći do svoje kćeri i dočekati pad diktature.

## Glumačka postava
- Elisabeth Moss - June Osborne/Offred, Sluškinja u Republici Gilead
- Joseph Fiennes - Fred Waterford, visoki Zapovjednik
- Yvonne Strahovski - Serena Joy Waterford, sebična Supruga Freda Waterforda
- Alexis Bledel - Emily Malek/Ofglen, Sluškinja
- Madeline Brewer - Janine Lindo/Ofwarren, Sluškinja
- Ann Dowd - Lydia Clements, zloglasna Teta u Republici Gilead
- O. T. Fagbenle - Luke Bankole, muž June Osborne
- Max Minghella - Nick Blaine, vozač Freda Waterforda
- Samira Wiley - Moira Strand, prijateljica June Osborne, Sluškinja
- Amanda Brugel - Rita Blue, Marta u kućanstvu Freda i Serene Joy Waterford
- Bradley Whitford - Joseph Lawrence, visoki Zapovjednik
- Sam Jaeger - Mark Tuello, agent američke vlade u izgnanstvu

## Pregled serije
| Sezona | Sezona | Broj Epizoda | SAD prikazivanje HBO | SAD prikazivanje HBO | Hrvatsko prikazivanje HBO | Hrvatsko prikazivanje HBO |
| Sezona | Sezona | Broj Epizoda | Premijera sezone     | Finale sezone        | Premijera sezone          | Finale sezone             |
| ------ | ------ | ------------ | -------------------- | -------------------- | ------------------------- | ------------------------- |
|        | 1.     | 10           | 26. travnja 2017.    | 14. lipnja 2017.     | 27. travnja 2017.         | 15. lipnja 2017.          |
|        | 2.     | 13           | 25. travnja 2018.    | 11. srpnja 2018.     | 26. travnja 2018.         | 12. srpnja 2018.          |
|        | 3.     | 13           | 5. lipnja 2019.      | 14. kolovoza 2019.   | 6. lipnja 2019.           | 15. kolovoza 2019.        |
|        | 4.     | 10           | 27. travnja 2021.    | 16. lipnja 2021.     | 29. travnja 2021.         | 17. lipnja 2021.          |
|        | 5.     | 10           | 14. rujna 2022.      | 9. studenog 2022.    | 15. rujna 2022.           | 10. studenog 2022.        |

## Vanjske poveznice
- Službene stranice
- Sluškinjina priča na IMDb-u